# Service météorologique du Canada
Pour les articles homonymes, voir SMC.
Le Service météorologique du Canada (SMC) est un service du gouvernement du Canada chargé de l'environnement atmosphérique sous toutes ses formes. Le Service emploie 1 642 personnes en 2024. Le SMC a une longue histoire qui remonte à la fin du XIXe siècle lorsqu'il a débuté comme un service du ministère de la marine marchande. Depuis lors, il a changé plusieurs fois de nom et de ministère pour aboutir dans les années 1970 au ministère de l'Environnement (Environnement Canada). Son mandat concerne tout ce qui relève de l’observation et de la prévision météorologique, de la qualité de l'air et des sujets connexes.

## Mission
Le SMC a pour mandat d’améliorer la sécurité publique et d’éclairer la prise de décisions en diffusant des avertissements météorologiques, en prédisant les conditions du temps, l’état des glaces et le régime des vagues, en apportant son soutien aux services gouvernementaux essentiels pour lesquels les conditions météorologiques revêtent une importance cruciale, en observant les conditions atmosphériques et en prédisant l’état du climat, en observant les niveaux d’eau ainsi qu’en effectuant des recherches scientifiques afin d’améliorer les services et donner des conseils stratégiques .
Le SMC a une variété d'utilisateurs allant du public, à l'aviation, aux pêcheurs et navires, à l'agriculture, à la foresterie et à d'autres utilisateurs particuliers. Pour remplir son mandat, le SMC possède et recueille les données de stations météorologiques terrestres et sur bouées flottantes, de stations aérologiques et du réseau canadien de radars météorologiques. En plus, en partenariat avec le secteur privé et le gouvernement des provinces, il obtient des données supplémentaires.
Toutes ces données sont colligées avec les données venant des autres pays et organisations grâce à des ententes internationales de l'Organisation météorologique mondiale (OMM) et assimilées dans des modèles de prévision numérique du temps. Il a également accès aux données des satellites météorologiques et aux données des radars NEXRAD américains.

## Histoire

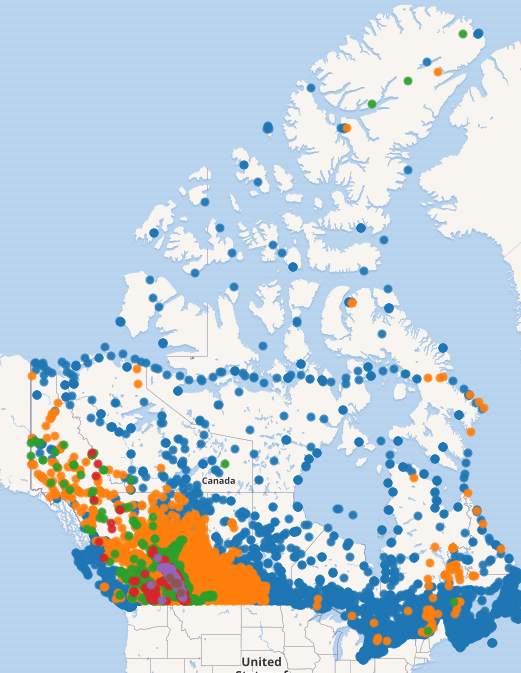
Stations météorologiques canadiennes, incluant celles en fonction et celles ayant cessé d'être en opération, par altitude de 500 mètres.
bleu : 0 à 500 m
orange : 500-1000 m
vert : 1000-1500 m
rouge : 1500-2000 m
violet : 2000-2500 m
brun : 2500-3000 m

Dès les premiers colons européens en Amérique, des notes ont été prises sur le temps qu'il faisait. Les explorateurs et les missionnaires ont été particulièrement actifs en ce domaine, entre autres dans les Relations des jésuites. En 1839, l'Observatoire magnétique et météorologique de Toronto est ouvert. Son rôle principal était la prise de mesure du géomagnétisme terrestre pour la mesure duquel un réseau était créé à travers tout l'Empire britannique. Ce réseau était mis sur pied sous la recommandation du Baron Alexander von Humboldt. La météorologie n'était alors que secondaire mais la première prise de mesure officielle se fit le 25 décembre 1839 par le lieutenant C.J.B. Riddell. En 1853, le Lieutenant fit un exposé à la Royal Society à partir des données obtenues à Toronto, ce qui est donc le premier article scientifique en météorologie au Canada.
Grâce à l'exemple de l'observatoire de Toronto, différents observatoires sont ouverts à travers les colonies britanniques du Canada par des enthousiastes ou des écoles. En particulier, le Dr. Charles Smallwood commença à prendre des mesures à Saint-Martin, près de Montréal, en 1840 et aida à la création d'un observatoire permanent à l'Université McGill en 1862. L'exemple de Joseph Henry aux États-Unis d'Amérique, qui commença un réseau de stations météorologiques dès 1849 grâce au développement du télégraphe, incitent le chef de l'Observatoire de Toronto, le Dr G.T. Kingston à faire pression sur le gouvernement du Canada-Uni, puis de la nouvelle Confédération canadienne pour créer un réseau national,.
En 1871, des crédits de 5 000 $CAN sont alloués par le Ministre de la Marine et des Pêches, Peter Mitchell, afin de mettre sur pied ce réseau de prise de données météorologiques,. Le but est de produire des avertissements de tempêtes. Ce montant semble faible mais il s'ajoutait à ceux déjà consentis pour le réseau de phares et pour les observatoires comme ceux de Montréal et Toronto. Ces services servaient d'embryon au nouveau système. Pour bien roder le nouveau service et pour permettre la formation de météorologistes, ce n'est qu'en 1876 que les premières prévisions et avertissements météorologiques commencent. En utilisant les données canadiennes et américaines, les prévisionnistes devaient suivre les systèmes météorologiques et avertir les régions à l'intérieur de 100 milles (160 km) des ports de la venue de mauvais temps. À partir de 1879, des prévisions quotidiennes simples étaient faites pour 125 endroits depuis l'Ontario jusqu'aux Maritimes et relayées par télégraphes.
Ces prévisions étaient plus une extrapolation du déplacement des systèmes qu'une prévision comme on l'entend aujourd'hui mais leur impact fut très grand sur les agriculteurs, les compagnies de navigation, etc. On les retrouvait à partir des années 1880 dans les journaux quotidiens. Un système de signaux mis sur les wagons de train a été expérimenté pour disséminer l'information aux agriculteurs le long de la ligne de chemin de fer. Cependant, il fut abandonné parce que les chefs de gare ne mettaient pas toujours à jour la prévision. Les données climatologiques accumulées étaient elles aussi très prisées.
Après près de 30 ans d'existence, le service météorologique comptait 185 employés en 1905, dont 20 au centre de prévision de Toronto. La plupart des employés hors de Toronto étaient à temps partiel pour prendre les observations météorologiques quotidiennes, et non horaires comme aujourd'hui. La prévision était faite, par le directeur du service ou son assistant, à 10h30 et 22h30 et envoyée vers les différents journaux du Dominion du Canada par télégraphe. Dans les années qui suivirent, des bureaux de prévision ont été ouverts à Victoria (Colombie-Britannique), Vancouver, Edmonton (Alberta), Moose Jaw (Saskatchewan), Montréal, Québec, Saint-Jean et Halifax. En 1910, John Patterson, un météorologiste canadien antérieurement à l'emploi du service météorologique indien, est engagé et commence l'année suivante à mettre sur pied un système de sondage de l'atmosphère par cerf-volant et ballon-sonde.
Dans les années 1920, le développement de l'aviation ouvrit un nouveau champ d'action pour le service météorologique mais qui ne fut pas tout de suite investi. En 1928, on mit sur pied une section d'observation dans les aéroports. La venue du R100 en 1930 fut le premier vrai test pour ces services et pour les prévisions à l'aviation. Le Canada était responsable de fournir les données météorologiques à partir de 35° de longitude ouest. Cela nécessita de transmette des données supplémentaires à 2 heures du matin en plus des observations quotidiennes. Bien que le service donné fut satisfaisant, l'expérience montra que le service avait besoin de plus de personnel entraîné et de meilleures télécommunications.
Durant la même période, la science météorologique fit des bons de géants, en particulier sous l'école norvégienne avec Tor Bergeron, Carl-Gustaf Rossby, Lewis Fry Richardson et Jacob Bjerknes. L'arrivée de ces techniques au Canada se fait tardivement grâce en grande partie aux efforts de ohn Patterson, devenu directeur du SMC en 1929. Les années 1930 furent difficiles à cause de la Grande Dépression. Le budget du service fut presque coupé de moitié et les services à l'aviation disparurent presque complètement avec l'annulation du service de poste aérienne. Cependant le service météorologique recruta éventuellement des employés qui avait obtenu leur formation post-graduée aux États-Unis, en Europe et ailleurs. Il put ainsi se maintenir à la fine pointe de la météorologie, ce qui fut très important pour la période de la Seconde Guerre mondiale.
La guerre fut un déclencheur de l'expansion du service météorologique. En 1939, on comptait 51 météorologistes (M.Sc), 20 assistants météorologistes (B.Sc), 57 observateurs, 26 opérateurs de télétypes et 59 membres du personnel administratif. Les années suivantes virent ce nombre décupler. Les besoins pour la marine et surtout de l'aviation militaire étaient impératifs. L'école d'entraînement des pilotes du Commonwealth, qui forma la plupart des pilotes de tout l'Empire britannique, requis également du service des instructeurs pour donner les connaissances requises aux aviateurs.
Après le conflit, l'emphase revint sur la prévision au public, à l'aviation commerciale et à la navigation. En 1959, Patrick D. McTaggart-Cowan, qui avait travaillé comme chef météorologue du RAF Ferry Command durant la guerre, est devenu directeur. Après un cours séjour au ministère des Pêches et Océans, le 11 juin 1971, la loi créant le ministère canadien de l’Environnement entra en vigueur et le service météorologique y est transféré, à partir du ministère des Transports. Il devient le Service de l'environnement atmosphérique (SEA).
Avant 1970, la seule formation en météorologie se donnait dans des universités anglaises et la formation technique complémentaire était uniquement offerte en anglais à Downsview, en banlieue nord de Toronto. Peu de francophones y travaillaient donc. En 1972, le SEA conclut une entente avec l’Université du Québec à Montréal (UQAM) pour la mise sur pied d’un programme intensif de formation spécialisée en météorologie sous la pression des météorologues francophones et du Commissaire aux langues officielles, Keith Spicer. Cela a permis à l’UQAM de devenir le principal fournisseur de recrues francophones qu'on retrouve maintenant à tous les niveaux du service et qui travaillent dans leur langue.
Ses services de recherche et développement n'ont jamais cessé de se développer et ses chercheurs, dans tous les domaines de la météorologie, tirent leur épingle du jeu mondialement. Après une réorganisation au début des années 2000, il devient le Service météorologique du Canada.

## Structure

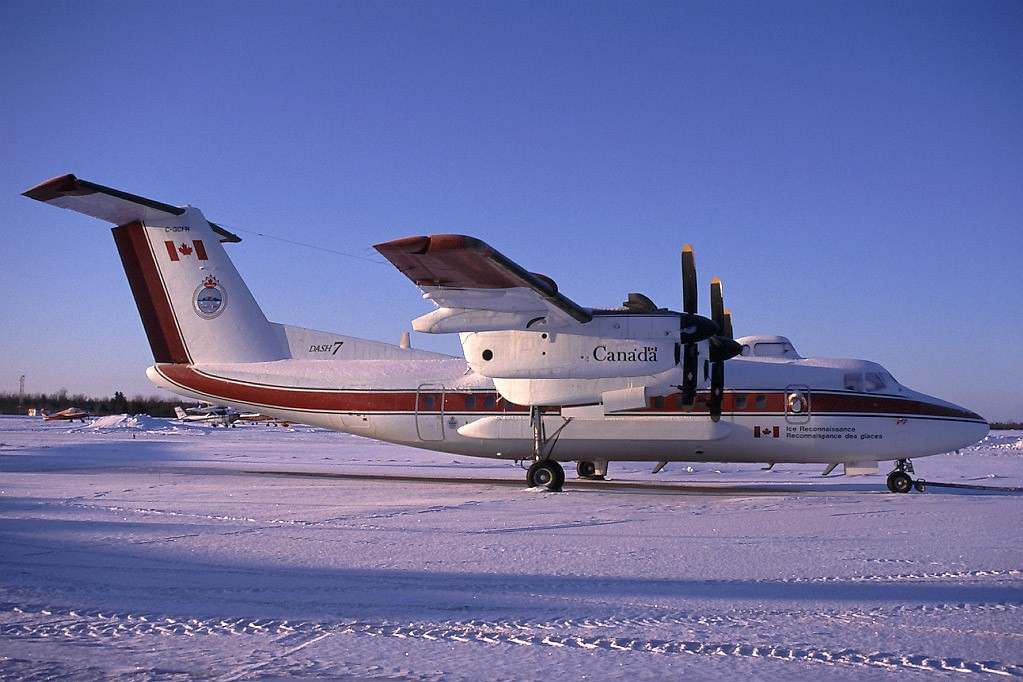
Avion Dash 7 de reconnaissance du Service canadien des glaces

Le quartier général du Service météorologique du Canada se situe dans le secteur nord de Toronto à Downsview. On y retrouve les directions des différents services : recherche, équipements, etc. Cependant, le service est fortement décentralisé et chacune des cinq régions a ses propres services équivalents que le quartier général chapeaute de loin. Il y a également le Service canadien des glaces à Ottawa qui évalue la couverture de glace sur les trois océans entourant le Canada et fait des prévisions de leur formation et développement.
Les régions sont :
- Pacifique et Yukon : centre de prévision des intempéries à Vancouver, centre de service à Kelowna
- Prairies et Nord : centres de prévision des intempéries à Edmonton et Winnipeg
- Ontario : centre de prévision des intempéries à Toronto et centre d'appel à Ottawa
- Québec : centre de prévision des intempéries à Montréal, centre pour les médias à Rimouski et centre d'appel à Québec
- Atlantique : centre de prévision des intempéries à Halifax (Nouvelle-Écosse) qui est également le site du Centre canadien de prévision d'ouragan. Réouverture à la fin de 2006 d'un centre de prévision des intempéries à Gander pour couvrir Terre-Neuve-et-Labrador.

En plus de ces centres, on retrouve le Centre météorologique canadien (CMC) à Montréal qui compte :
- le Centre de recherche en prévision numérique (RPN)
- le centre de traitement informatique qui exécute les modèles de prévisions sur superordinateur IBM (après avoir eu un Cray et ensuite un NEC).

Le SMC procure également des météorologistes aux Forces canadiennes. Bien qu'ils soient des civils, ils travaillent à donner un support de prévision aux trois armes dans les bases de Comox et Shearwater pour la Marine, Winnipeg et Trenton pour l'aviation et Frédéricton pour l'armée. Les services des centres de Winnipeg et Trenton seront regroupés en 2012 à Frédériction. Les forces armées engagent et forment elles-mêmes leurs techniciens.

## Prévisions

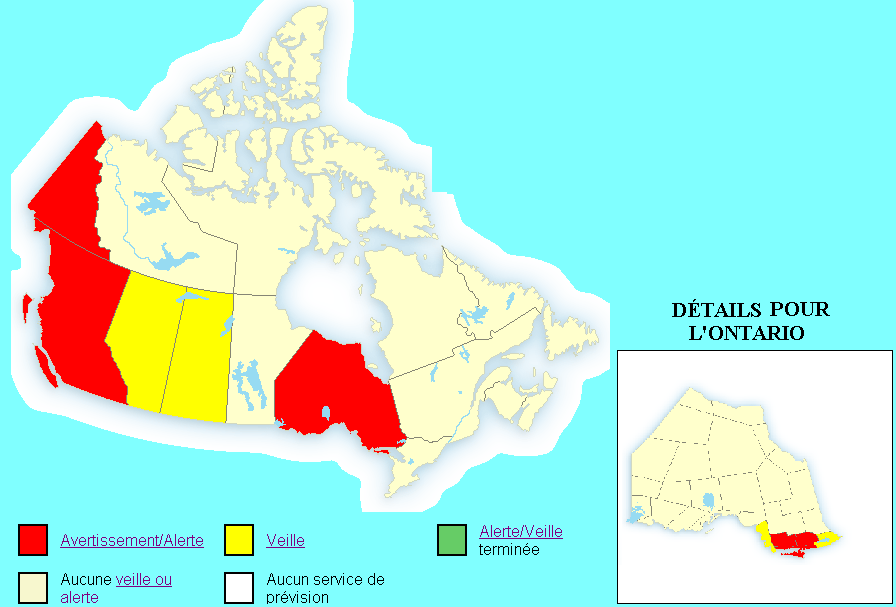
Exemple de produits graphique (régions en avertissement)

Les types principaux de prévisions émises par le SMC sont :
- bulletins de prévision réguliers pour le public sous forme de cartes et de texte qui se retrouve sur les circuits de presse, l'internet et dans les médias,
- veille et alertes météorologiques pour avertir d'événements météorologiques ou hydrologiques dangereux tels que les tempêtes de neige, les ouragans, les orages violents, etc.
- prévision d'aérodrome et prévisions de zones pour l'aviation, dont Nav Canada est le principal client :

exemple de prévision d'aérodrome qui donne le plafond des nuages, les vents, la visibilité et le type de précipitations :
KOKC 212350Z 220024 10006KT P6SM SCT040 BKN120 TEMPO 0001 VRB15G25KT 2SM +TSRA BKN040CB OVC070
- bulletins et avertissements maritimes pour les pêcheurs, les compagnies de transport maritime, les plaisanciers, etc.
- bulletins de prévisions des conditions favorables au déclenchement des feux de forêt et pour aider les services de combat de ces derniers,
- bulletins de prévision aux agriculteurs,
- bulletins sur la couverture de glace et son déplacement futur par le Centre canadien des glaces.

## Personnel du SMC

### Techniciens en météorologie
Le SMC a depuis son origine formé ses propres techniciens en météorologie (prises de données de surface, aérologie, etc.). Leur école est opérée par le ministère des transports à Cornwall (Ontario) qui y forme également plusieurs autres corps de métier dans le domaine de l'aviation comme les contrôleurs aériens et les spécialistes en information de vol. Cependant, les réorganisations du gouvernement canadien depuis les vingt dernières années ont mené au transfert de ces fonctions vers Nav Canada ou des sous-contractants. En particulier, les postes nordiques sont de plus en plus comblés par des gens du coin dont les Inuits.
Cependant, il reste des techniciens au service du SMC pour la formation des contractants externes, pour la pose et l'entretien du matériel de prise de données ainsi que pour la surveillance de la couverture de glace des mers bordant le Canada.

### Météorologistes
Le SMC forme ses météorologistes opérationnels, recrutant soit des gradués en météorologie, soit dans des domaines connexes comme la physique ou chez les ex-militaires selon les périodes et la demande pour ses postes. La formation des météorologistes se fait exclusivement à Toronto et en anglais jusqu'en 1970, alors qu'un groupe de francophones du bureau de Montréal fait des pressions auprès du commissaire aux langues officielles pour obtenir un cours en français. Le premier de ceux-ci fut inauguré en 1972 à l'Université du Québec à Montréal (UQAM).
À l'heure actuelle (2022), le SMC engage des diplômés de météorologie des universités canadiennes comme McGill, l'Université du Québec à Montréal, York, l'université de l'Alberta ou l'université de la Colombie-Britannique, ou encore ayant de l'expérience du secteur privé ou dans un service national d'un autre pays que le Canada, et leur donne la formation de prévisionniste. La formation se donne à trois endroits : Halifax et Edmonton en anglais ; Montréal en français. Le cours dure 7 mois et porte sur l'application des connaissances météorologiques à la pratique de prévision journalière du temps.
Après avoir reçu son diplôme, le météorologiste travaille aux opérations quotidiennes de production des prévisions météorologiques publiques dans l'un des bureaux, appelés Centres de prévision des intempéries (CPI), des cinq régions au niveau national ou dans les deux centres de prévision à l'aviation (Montréal et Edmonton). Après quelques années, ils peuvent postuler des positions de supervision dans ces centres ou aller travailler dans les centres nationaux comme le Centre météorologique canadien (CMC).

### Autres postes
Les autres postes du Service météorologique sont occupés par des informaticiens, des physiciens et des ingénieurs.